# Lappfingerört
Lappfingerört (Potentilla nivea) är en blommande växt i fingerörtssläktet i familjen rosväxter. Den förekommer i subarktiska områden eller subalpina bergsområden, i Asien, Nordamerika, Europa och på Grönland.